# Harold Kroto
Harold (Harry) Walter Kroto, FRS (Wisbech, Engeland, 7 oktober 1939 – Lewes, 30 april 2016) was een Engelse scheikundige die in 1996, samen met Richard Smalley en Robert Curl, de Nobelprijs voor de Scheikunde won. Samen ontdekten en bewezen ze het bestaan van de C60-molecuul.

## Biografie
Kroto (in 1955 verkort van het originele Krotoschiner) was de zoon van Heinz en Edith Krotoschiner. De familie van vaderszijde was afkomstig uit de Poolse regio Bojanowo en die van moederszijde uit Berlijn. Zijn ouders waren in de jaren 1930 naar Groot-Brittannië gevlucht voor het opkomende nationaalsocialisme omdat zijn vader Joods was.
Hij groeide op in Bolton, Lancashire, alwaar hij de Bolton School bezocht. In zijn vrije tijd hielp Kroto zijn vader, die een fabriek had die luchtballonnen maakte en bedrukte. In 1958 ging hij scheikunde studeren aan de universiteit van Sheffield; in 1961 verkreeg hij er zijn bachelordiploma en in 1964 promoveerde hij er in de moleculaire spectroscopie. Na een jaar bij Bell Laboratories (1966/67) werkte Kroto een groot deel van zijn leven op de Universiteit van Sussex, waar hij inmiddels professor-emeritus was. Sinds 2004 behoorde hij tot de faculteit van de Florida State University. Zijn voornaamste bezigheden behelzen onderzoeken in de nanowetenschappen en de nanotechnologie.
Kroto beweerde vier levensovertuigingen te hebben: humanisme, atheïsme, amnesty internationalisme en humorisme. Oorspronkelijk werd hij joods opgevoed, maar van die religie zei hij weinig te snappen. In 2004 kreeg Kroto de Copley Medal.
Harold Kroto overleed in 2016 op 76-jarige leeftijd aan de gevolgen van amyotrofe laterale sclerose.

## C60-molecuul
Begin jaren 1980 hield Kroto zich bezig met spectroscopisch onderzoek van complexe koolstofmoleculen, -clusters en -ketens in de interstellaire ruimte. Op zoek naar een methode om dergelijke deeltjes in het laboratorium te fabriceren kwam hij terecht bij Robert Curl en Richard Smalley van de Rice University. Op een astronomische bijeenkomst had Curl aan Kroto verteld dat Smalley een laserapparaat had gebouwd voor onderzoek naar moleculaire clusters van halfgeleiders. Kroto nam Curl uitnodiging aan om naar Rice te komen, waar ze overeenkwamen om Smalley's apparaat te gebruiken om koolstof te onderzoeken.
Tijdens het experiment werden inderdaad de lange koolstofketens gevormd waar ze op zoek naar waren, maar in de condenserende kooldamp vonden ze ook stabiele clusters van 60 koolstofatomen, C60. Een C60-molecuul is een elegant molecuul met dezelfde symmetrie als een voetbal, bestaande uit 12 vijfhoeken en 20 zeshoeken. Kroto noemde het molecuul buckminsterfullereen, vanwege de gelijkenis naar de geodetische koepels van de Amerikaanse architect Richard Buckminster Fuller.
Aanvankelijk werd door wetenschappelijke collega's sceptisch gereageerd op deze ontdekking, mede omdat C60 met de door hun toegepaste techniek in minieme hoeveelheden gefabriceerd kon worden. Vijf jaar later, in 1990, vonden de fysici Wolfgang Krätschmer en Donald Huffman een methode om C60 in grote hoeveelheden te maken. Deze doorbraak vormde het startschot voor grootschalig natuur- en scheikundig fullereenonderzoek, waar naast fysici en chemici ook technologen, biochemici, moleculair-biologen en structuurontwerpers zich op wierpen.